# Comerica Bank Challenger 2005
Il Comerica Bank Challenger 2005 è stato un torneo di tennis facente parte della categoria ATP Challenger Series nell'ambito dell'ATP Challenger Series 2005. Il torneo si è giocato a Aptos negli Stati Uniti dall'11 al 17 luglio 2005 su campi in cemento.

## Vincitori

### Singolare
Andy Murray ha battuto in finale  Rajeev Ram con il punteggio di 6–4, 6–3

### Doppio
Nathan Healey /  Eric Taino hanno battuto in finale  Harel Levy /  Noam Okun con il punteggio di 7–5, 7–6(4)